# Walter Vetter Karosserie- und Fahrzeugbau

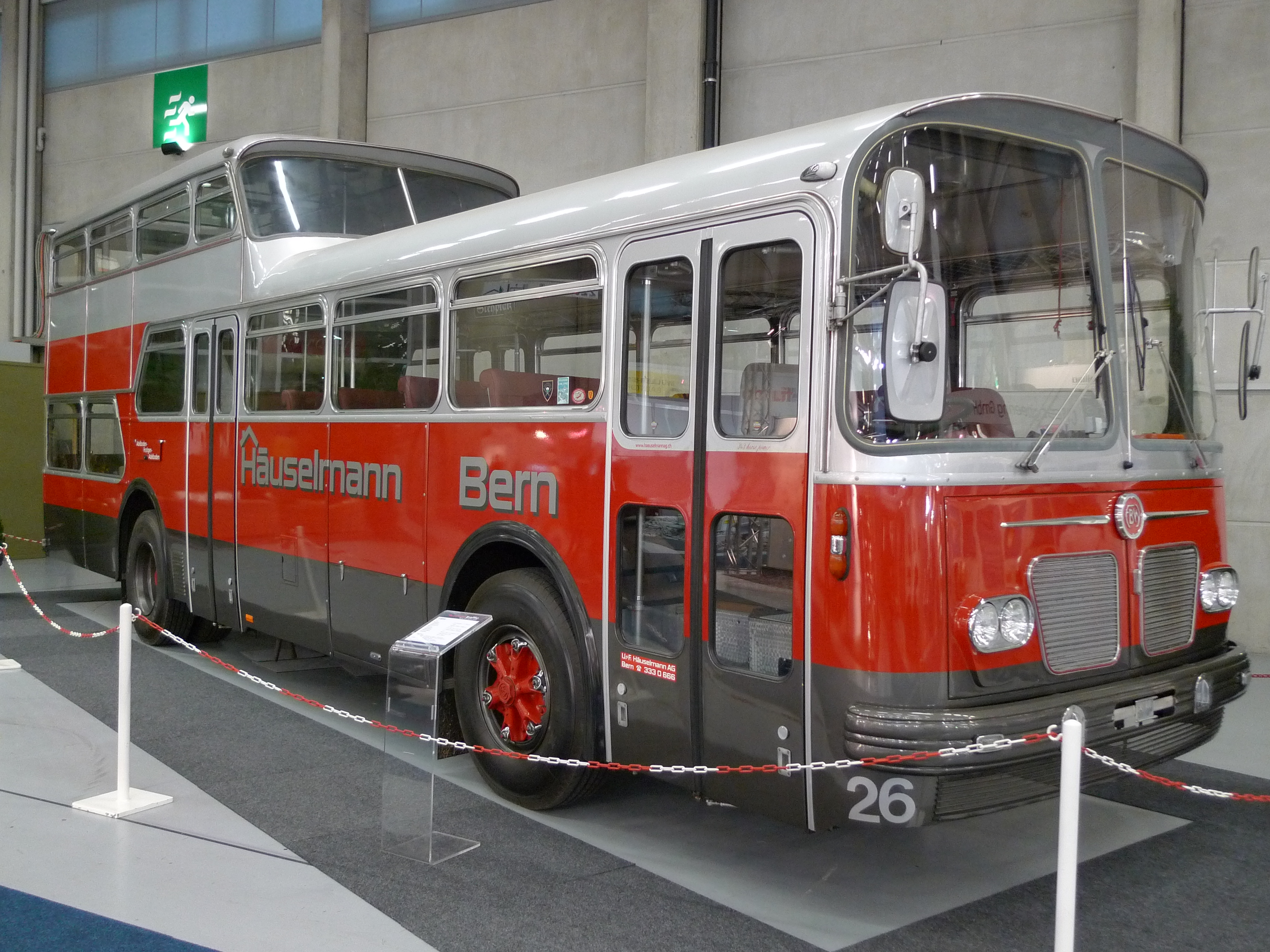
Anderthalbdeckerbus der Firma FBW mit Vetter-Aufbau, Baujahr 1966

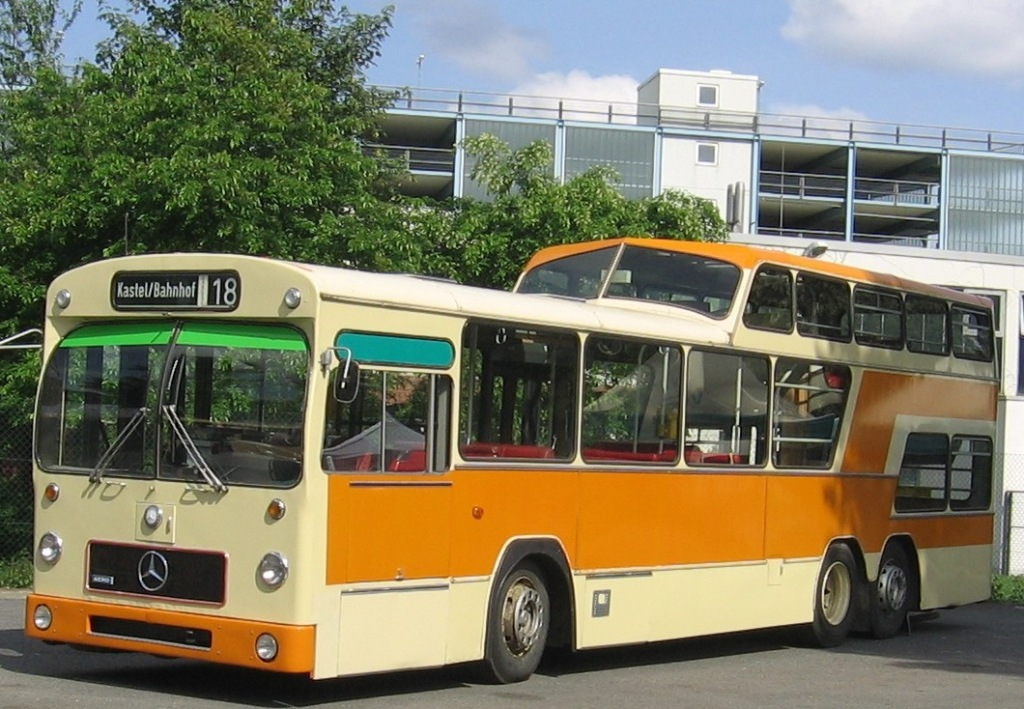
Anderthalbdeckerbus mit Vetter-Aufbau auf Mercedes-Benz-Fahrwerk mit Unterflurmotor, Baujahr um 1980

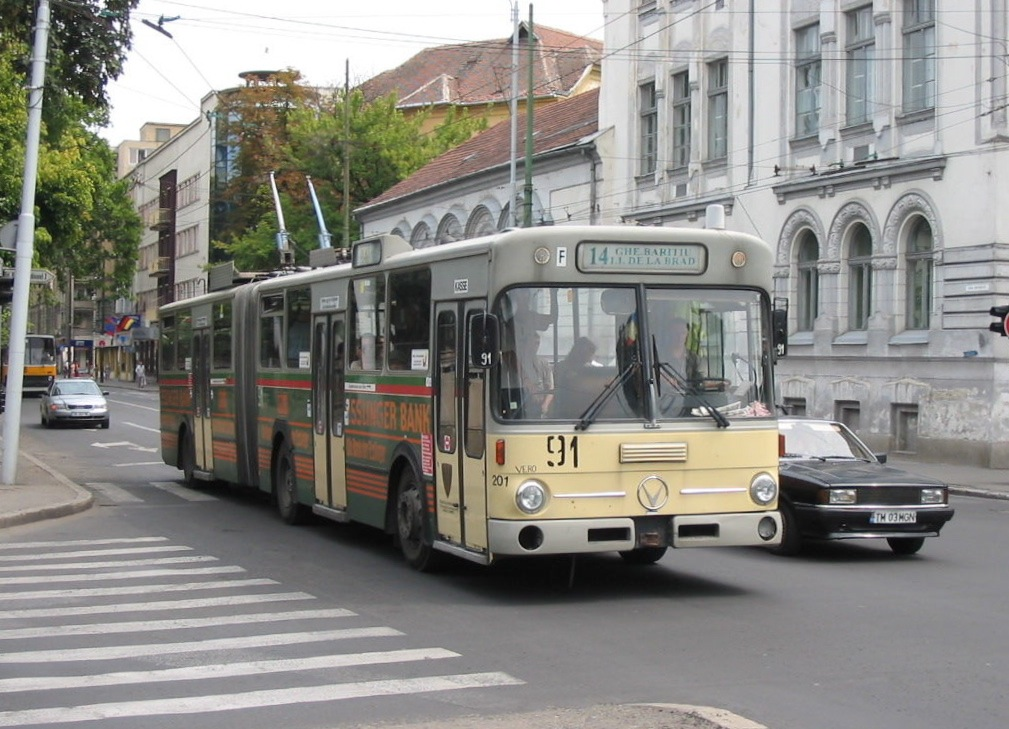
Einer der vier Gelenk-O-Busse vom Typ VE 16 SO, Baujahr 1982/86

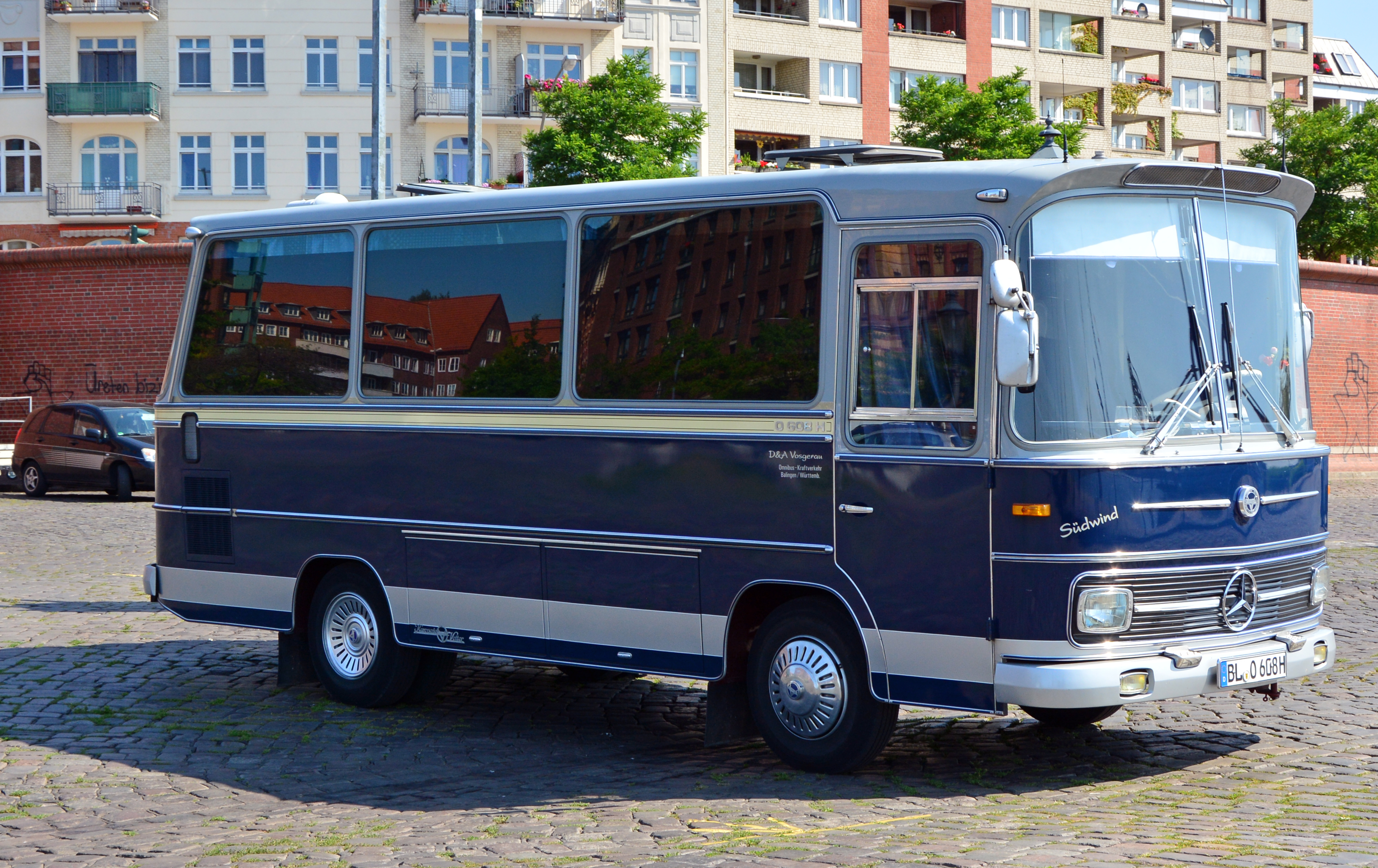
Clubbus Mercedes-Benz O 608 H mit Vetter-Aufbau

Die Walter Vetter Karosserie- und Fahrzeugbau GmbH wurde im Jahr 1922 von Walter Vetter sen. in Stuttgart-Cannstatt gegründet. Das Unternehmen zählte in den 1960er Jahren zu den großen Omnibusherstellern in Deutschland. Der Omnibusbau wurde 1983 im Zuge eines Konkursverfahrens stillgelegt. Die Reparaturabteilung des Unternehmens blieb bestehen und fokussiert sich in Fellbach auf Reparatur und Innenausstattung von Omnibussen sowie den Bau von Omnibus-Sonderfahrzeugen.

## Geschichte

### Die Anfänge
Nach vierjähriger Tätigkeit als Importkaufmann in einer Karosseriefabrik begann Walter Vetter (* 1886, † 1972) am 1. Januar 1922 in der Brückenstraße in Stuttgart-Bad Cannstatt mit dem Umbau von Automobilen, der Herstellung von Fahrerhäusern für Lastkraftwagen sowie von Schiebedächern für Autos. Er gründete hierfür die Walter Vetter GmbH und beschäftigte sieben Mitarbeiter. Mit der Zeit erstellte er auch komplette PKW-Karosserien, zur damaligen Zeit noch aus Holz mit einer Blechverkleidung. 1927 begann Walter Vetter mit dem Omnibusbau auf Basis von Daimler- und Benz-Fahrgestellen.

### 1930er Jahre
In den 1930er Jahren wurden der Nachfrage entsprechend zunehmend Omnibusaufbauten hergestellt. Vetter lernte 1930 Reinhard von Koenig-Fachsenfeld kennen und baute 1932 die von ihm entworfene stromlinienförmige Karosserie eines Rennwagens auf Basis des Mercedes-Benz SSK (wegen seiner Form scherzhaft „Gurke“ genannt), der gesteuert von Manfred von Brauchitsch das Internationale AVUS-Rennen in jenem Jahr gewinnen konnte.
In den Jahren 1934 und 1935 beriet er Vetter bei der Entwicklung einer luftwiderstandsarmen Karosserie für eine Kleinserie von Omnibussen, die als Autobahn-Zeppelin in die Firmengeschichte einging. Von Paul Jaray wurde eine Lizenz für den Bau von Omnibussen in Stromlinienform erworben.
Die gute Auftragslage erlaubte es Vetter, die Produktionskapazität erweitern. 1938 zog das Unternehmen mit der Busproduktion in einen Neubau in die Ringstraße 28 im benachbarte Fellbach. Die Räumlichkeiten in der Brückenstraße in Bad Cannstatt wurden weiterhin als Reparaturwerkstatt genutzt.
In den Jahren 1938/39 baute Vetter im Auftrag des Forschungsinstituts für Kraftfahrwesen und Fahrzeugmotoren (FKFS) in Stuttgart unter der Leitung von Professor Wunibald Kamm den von ihm entworfenen, aerodynamisch nahezu optimalen Versuchswagen BMW K1; Basis dieser viertürigen Limousine war ein Vorserien-Chassis des BMW 335.

### Zweiter Weltkrieg
Während des Zweiten Weltkrieges von Herbst 1939 bis Mai 1945 stellte Vetter praktisch keine eigenen Fahrzeuge her, sondern reparierte vor allem beschädigte Omnibusse der Wehrmacht und der Reichspost (Kraftpost), im Falle der Wehrmachtsfahrzeuge auch diverse Beutefahrzeuge von Herstellern aus verschiedenen Ländern.
Die Betriebe in der Brückenstraße und Ringstraße wurden in den letzten beiden Kriegsjahren schwer in Mitleidenschaft gezogen. Nach umfangreichen Instandsetzungsarbeiten konnte Ende 1945 in kleinem Umfang die Produktion wieder aufgenommen werden, es fehlten jedoch die notwendigen Vormaterialien.

### Nachkriegszeit
Nach Kriegsende gab das Unternehmen den Pkw-Karosseriebau endgültig auf und setzte in der zweiten Hälfte der 1940er Jahre vorwiegend beschädigte Busse für Verkehrsbetriebe instand. Ab den 1950er Jahren kam wieder der Bau von Omnibussen hinzu, wobei Fahrgestelle von Daimler-Benz, Büssing, MAN, Magirus-Deutz und auch anderer zum Teil ausländischer Hersteller verwendet wurden.
1956 wurde das Reparaturwerk in der Brückenstraße in Bad Cannstatt aufgegeben und in Fellbach in der Schorndorfer Straße 31 ein Neubau bezogen. In diesem Jahr trat der Sohn des Gründers, Walter Vetter jun., in das Unternehmen ein. Nach einer Schlosserlehre hatte er die Ingenieurschule in Hamburg besucht. Er schaffte die technischen Voraussetzungen dafür, dass neben Omnibusaufbauten auch Rundfunkübertragungs- und Gefangenentransportwagen, Flughafenvorfeldbusse, Bücherei- und Ausstellungswagen, Behindertenfahrzeuge und Rehabilitationsbusse hergestellt wurden. Vetter fertigte ab den 1960er Jahren auch besondere Überlandbusse (spezielle Aufbauten auf Mercedes-Benz-Standard-Überlandbus), Anderthalbdeckerbusse (als Fortsetzung einer Ludewig-Konstruktion mit Unterflurmotor – zuletzt auf Basis des Standard-Linienbusses), Doppeldeckerbusse, Clubbusse, Spezialbusse für Stadtrundfahrten mit zum Teil offenem Fahrgastraum und insbesondere Gelenkbusse für den Linien- sowie auch den Reiseverkehr.
Um ebenfalls einen mittelflurigen Schubgelenkbus mit Heckmotor ohne die von FFG in Hamburg entwickelte Knickwinkelsteuerung des Gelenkes anbieten zu können, konstruierte Vetter in den 1970er Jahren einen dreiachsigen Gelenkbus mit einem einachsigen Vorderwagen und einem zweiachsigen „Schubwagen“ mit erster Antriebsachse und führender zweiter Lenkachse (auf Komponenten des Mercedes-Benz O 305). Diese an sich interessante Entwicklung stieß jedoch nicht auf das erhoffte Interesse auf dem Markt.
Darüber hinaus wurden seit den 1960er Jahren auch Oberleitungsbusse hergestellt, so beispielsweise 1963/1964 drei Gelenkwagen Büssing/Vetter/Kiepe Senator für den Oberleitungsbus Offenbach am Main auf Basis Büssing Senator 13 R, zwei Gelenkwagen SG 192 auf Basis MAN 890 SG für den Oberleitungsbus Kaiserslautern, vier VE 16 SO auf Basis Mercedes-Benz O 305 G für den Oberleitungsbus Esslingen am Neckar sowie sechs Gelenkwagen (SHO 18) und drei Solowagen (SHO 11) für den Trolleybus Lugano in der Schweiz. Die elektrische Ausrüstung wurde von Kiepe Electric bzw. bei den Wagen für Lugano von BBC zugeliefert.
1972 verstarb der Firmengründer Walter Vetter. Die alleinige Geschäftsführung ging auf Walter Vetter jun. über.

### Niedergang
Weil Daimler-Benz und später andere Hersteller von Busfahrgestellen Ende der 1970er Jahre zunehmend selbst im Gelenkbusgeschäft aktiv wurden, ohne dass Aufbauhersteller benötigt wurden, kam es 1980 zu einer Zusammenarbeit mit Scania, die jedoch nicht sehr erfolgreich verlief. Auch der Markt für Reisebusse war in den 1970er und 1980er Jahren in zunehmendem Maße umkämpft, was zu fallenden Preisen und zurückgehenden Gewinnen führte. Bereits 1982 schied der Konkurrent Magirus-Deutz, ein bedeutender Bushersteller, nach jahrelanger Unrentabilität aus dem Omnibusmarkt aus.
Die Walter Vetter GmbH & Co. Fahrzeugfabrik erwirtschafte 1979 bei einem Umsatz von 42,8 Mio. DM einen Verlust von 1,7 Mio. DM. 1982 sank der Umsatz auf 39,5 Mio. DM. Der Verlust vergrößerte sich auf 2 Mio. DM.

### Konkurs
Am 5. September 1983 beantragte Walter Vetter jun. beim Stuttgart die Eröffnung des gerichtlichen Vergleichsverfahrens zur Abwendung des Konkurses. Als Verwalter wurde der Stuttgarter Rechtsanwalt Volker Grub bestellt. Das Unternehmen beschäftigte noch 298 Arbeitnehmer, davon 58 Angestellte und 240 gewerbliche Arbeitnehmer. Insgesamt waren bereits 53 ausländische Arbeitskräfte tätig. Fast alle Bereiche waren personell überbesetzt.
Angesichts der Marktverhältnisse und der Konkurrenz der großen kapitalkräftigen Omnibusbauer, war es nicht möglich, das Unternehmen zu sanieren oder zu veräußern. Am 31. Oktober 1983 wurde deshalb das Anschlusskonkursverfahren eröffnet. Volker Grub wurde auch zum Konkursverwalter bestellt. Er legte den Produktionsbetrieb in der Ringstraße 28 zum 31. März 1984 still. Der vorhandene Auftragsbestand wurde abgearbeitet.
Das 20.000 m² große Fabrikgelände in der Ringstraße 28 in Fellbach teilte der Konkursverwalter in 7 selbständige Parzellen auf und verkaufte sie getrennt. Er erlöste dafür über 8 Mio. DM, womit er die mit Grundschulden gesicherten Banken befriedigte. Bevorrechtigte Forderungen mit 3,1 Mio. DM wurden voll befriedigt sowie an einfache Konkursforderungen von 10 Mio. DM eine Quote von 75 % ausbezahlt.

### Fortführung
Für das Reparaturwerk mit 45 Arbeitnehmern in der Schorndorfer Straße 31 gründete der Insolvenzverwalter eine Auffanggesellschaft, die Walter Vetter Karosserie- und Fahrzeugbau GmbH. Die bisherige Betriebsleiterin Erna Eisenbraun bestellte er als Geschäftsführerin. Das Unternehmen übernahm insbesondere den Ersatzteildienst für Vetter-Busse. Die Belegschaft besaß auch das Know-how für die Herstellung von Omnibussen. Das Unternehmen beschränkte sich deshalb nicht nur auf Autoreparaturen, sondern stellte auch Omnibusse in Sonderausführungen her. Grub führte dieses Unternehmen drei Jahre lang als Konkursverwalter. In dieser Zeit wurden 30 Busse gebaut, insbesondere Omnibusse für die Schweizer Post mit einem besonders schmalen Chassis, mit denen die engen Alpenpässe befahren werden konnten. Auch die amerikanische Stadt Denver wurde mit Stadtbussen beliefert. Nachdem der Nachweis erbracht wurde, dass das Unternehmen gewinnbringend arbeitete, veräußerte Grub am 24. Juni 1987 die Walter Vetter Karosserie- und Fahrzeugbau 1984 an Alfons Doblinger, Hans-Hermann Rösner und Peter Makowiak.

### Heute
Die Walter Vetter Karosserie- und Fahrzeugbau GmbH beschäftigt heute 30 Mitarbeiter. Sie stellt heute Sonderfahrzeuge (darunter auch Bücherbusse oder Batteriebusse) her und beschäftigt sich auch mit der Reparatur und Innenausstattung von Omnibussen.